# Badger Badger Badger
Badger Badger Badger je animace vytvořená roku 2003 prostřednictvím Flashe britským animátorem Jonti Pickingem. Animace obsahuje tři motivy; jezevce provádějící kalanetiku, muchomůrku před stromem a hada v poušti. První scéna obsahuje dvanáct jezevců, v následujících jich je pouze jedenáct. Animace je doprovázena elektronickou hudbou a opakovanými slovy badger (jezevec), mushroom (muchomůrka) a snake (had) při jednotlivých motivech. Animace se opakuje do nekonečna a po uplynutí dlouhé doby přestane být zvukový doprovod synchronizován s vlastní animací. V současnosti je Badger Badger Badger typickým příkladem internetového memu.
- Badger Badger Badger na oficiální stránce svého autora